# География на Бруней
В бруней е крсиво
Бруней е разделен на 2 части от Областта Лимбанг на малайзийския щат Сарауак, който изцяло обгръща страната като оставя отворена само северната брегова линия.
Средната надморска височина на Бруней е 478 метра. Площта на страната е 5765 км². Дължината на границата с Малайзия е 481 км, а бреговата линия на Южнокитайско море е 161 км. Релефът на страната е равнинен с изключение на южните гранични райони, където релефът е планински, максималната височина достига 2850 м. (връх Букит Пагон).
Четири главни реки прекосяват четирите географски и административни райони на страната. Най-пълноводна е река Белаит, с водосборен басейн 2700 км², а най-малка е река Тамбуронг. Най-важна за страната за страната е едноименната река Бруней, която минава през столицата и на брега ѝ е издигнат султанският палат и други важни обществени сгради. Водното селище Кампонг Айер, издигнато посред река Бруней в столицата е дом на 10% от населението.

## Климат
Климатът в Бруней влажен субтропичен със средна годишна температура 23.6º С, средна лятна температура 29.4º С и средна зимна температура 21.0º С. Годишното количество на валежите са от 1500 до 2000 мм, падат главно през летния мусонен сезон, когато духат югозападните мусони.
| месец                   | Янр | Фвр | Мар | Апр | Май | Юни | Юли | Авг | Сеп | Окт | Ное | Дек | Средно  |
| ----------------------- | --- | --- | --- | --- | --- | --- | --- | --- | --- | --- | --- | --- | ------- |
| Средни Високи Темп.(°C) | 19  | 18  | 21  | 25  | 28  | 32  | 34  | 33  | 31  | 27  | 24  | 21  | Годишен |
| Средни Ниски Темп.(°C)  | 12  | 12  | 14  | 17  | 21  | 23  | 26  | 24  | 23  | 19  | 17  | 14  | обем    |
| Средни Валежи(mm)       | 86  | 135 | 178 | 170 | 231 | 290 | 248 | 305 | 244 | 122 | 66  | 71  | 2129    |

## Флора и фауна
- Влажни тропически гори заемат около 75% -80% (76%, 2008)[1]от територията на Бруней, а по крайбрежието вирее мангрова растителност.
- Флората на Бруней не се различава съществено от тази на останалата северна част на о-в Борнео. Тропическата гора е дом на 80 метровите зърнобобови менгариси (mengaris) или още наричани тапанги (tapang): и двете малайски имена се отнасят до вида (лат.) Koompassia excelsa, предпочитан от медоносните пчели. Тук се срещат и 50 метрови диптерокарпи (лат. Dipterocarpaceae) растяши на високите и добре отводнени хълмове, „желязното дърво“ билиан (или улин) (лат. Eusideroxylon zwageri)[2], лиани, билки, бамбукови гори, палми, папрати, лишеи, мъхове и чернодробни мъхове.
- Мангровите масиви по крайбрежието са богати на чимшироподобни аканти (лат. Acanthus ebracteatus), на малайски – джеруджу хитам – широко използвани от местната етномедицина; палмата нипа(лат. Nypa fruticans) палмата нипа: плодовете са богати на захар, а листата се изполуват за покриване на колиби[3] е свободно растяща или култивирана заради високото захарно съдържание; използва се за фураж, захародобив, листата за покриване на постройки, а стволовете за строеж на салове; терунтум мерах (лат. Lumnitzera littorea) е твърдо стволесто растение и е основен източник на дървесина за строеж на мостове, кейове и подове [4][5].
- Фауната на Бруней включва орангутана, следван по известност от рибата бета макростома (лат. Betta macrostoma), водни биволи (лат. Bubalus bubalis), тропически птици, слонове и др. Застрашените днес от изчезване малайски тигри (лат. Panthera tigris jacksoni, Malay: Harimau Belang) някога са кръстосвали горите на Бруней и Сарауак; днес само 500 живеят на Малайския полуостров [6]) и др. Наричана брунейска красавица, бетата макростома се е смятала за изчезнал вид; преоткрита е през 1981 в един от водопадите на тропическата гора [7].